# Ölandsveckan
Ölandsveckan är ett årligt dansevenemang på Lundegård camping & stugby, sex km norr om Borgholm.  Dansveckan inleddes på 1960-talet och går traditionsenligt av stapeln vecka 27 varje år.

## Medverkande band
| År   | Band |
| ---- | --- |
| 2012 | Shake & Sannex (19:00-02:00) ; Blender (21:30-01:30) ; Zlips/Melissa Williams band (21:00-01:30) ; Perikles (21:30-01:30) ; Expanders (21:30-01:30) ; Casanovas (21:30-01:30) ; Jannez (21:30-01:30) |
| 2017 | Finix & Voyage (20.00-02.00) ; Blender (21.30-01.30); Highlights & Sannex (21.00-02.00) ; Perikles (21.30-01.30) ; Dreams & Expanders (21.00-02.00) ; Casanovas (21.30-01.30)                        |